# 일진파워
일진파워(Iljin Power Co., Ltd.)는 대한민국의 기업이다.

## 사업
발전경상, 원자력, 신성장, 수소에너지사업을 영위한다. 2023년 하동화력 보일러설비 경상정비공사를 176.9억원 규모(매출의 약 9.0%)로 계약하였다 핵융합의 원료인 삼중수소 취급 기술을 보유하고 있다.

## 역사
1990년 일진정공으로 설립되었다. 2007년 11월 06일에 상장하였다. 2022년 10월 한수원 수문 정비공사, 수문 부속설비 정비공사 유자격공급자 지위를 취득하였다.

## 참고문헌
1. ↑  일진파워 수주공시 - 2023년 하동화력 보일러설비 경상정비공사 176.9억원 (매출액대비 9.0 %), 한국경제, 2023.09.27
2. ↑  김경아, 일진파워, 꿈의 에너지 '51조 규모' 핵융합 상용화 기대감...핵심원료 기술력 ↑, 파이낸셜뉴스, 2023.12.26
3. ↑  한국IR협의회 기술분석보고서-일진파워, 2020.02.13
4. ↑  한국IR협의회 기술분석보고서-일진파워, 2021.04.29.